# Гусейнов, Гейдар Наджаф оглы
Гейдар Наджаф оглы Гусе́йнов (азерб. Heydər Nəcəf oğlu Hüseynov; 3 апреля 1908, Эривань, Кавказское наместничество — 15 августа 1950, Баку) — азербайджанский советский философ, общественный деятель, доктор философских наук (1944), профессор (1944), академик АН Азербайджанской ССР. Лауреат двух Сталинских премий (1948, 1950).

## Биография
Родился 3 апреля 1908 года в Эривани (ныне — Ереван). Окончил Азербайджанский государственный университет в 1931 году. В 1931—1932 — аспирант Азербайджанского государственного научно-исследовательского института. В 1936—1940 годах Г. Гусейнов был директором Института энциклопедии и словарей азербайджанского филиала Академии наук СССР.
В 1939—1945 годах работал первым заместителем председателя президиума азербайджанского филиала Академии наук (АзФАН). 

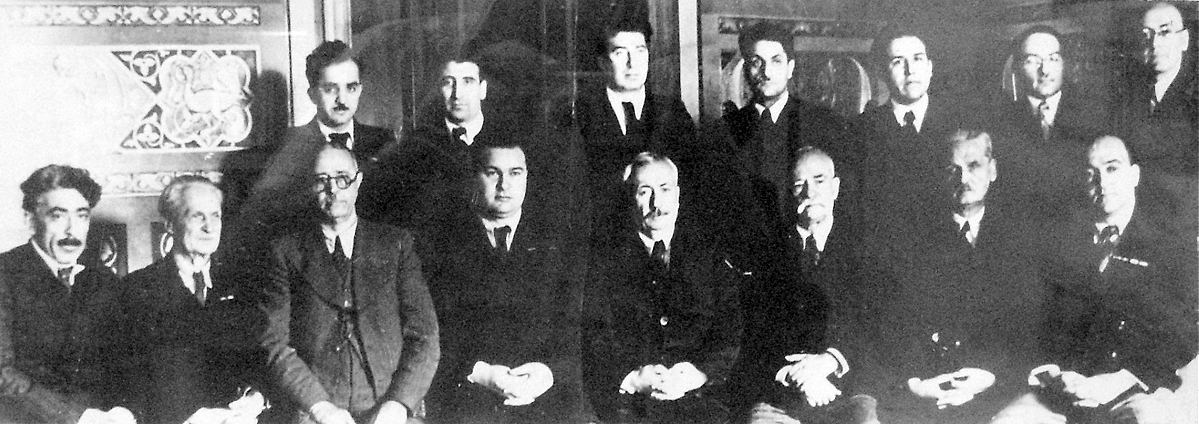
Первые члены Президиума АН АзССР, 1945 г.
Нижний ряд (слева направо, сидят): поэт С. Вургун, учёный-гидравлик И. Г. Есьман, У. Гаджибеков, А. А. Ализаде, президент Академии М. Миркасимов, И. И. Широкогоров, А. А. Гроссгейм, М. А. Топчибашев (учёный, хирург). Стоят: Ю. Мамедалиев, М. А. Ибрагимов, Ш. А. Азизбеков, Г. Н. Гусейнов, Мир-Али Кашкай, С. А. Дадашев, М. А. Усейнов

В 1945—1950 — вице-президент АН АзССР. В 1943—1945 годах профессор Гейдар Гусейнов работал сначала заведующим кафедрой основ марксизма-ленинизма, а затем — завкафедрой философии в Азербайджанском государственном университете. Председатель Отделения общественных наук АН Азербайджанской ССР. Директор Института истории партии при ЦК КП Азербайджана (1945—1950).
В последние годы стал подвергаться политической травле, значительную роль в которой сыграл тогдашний глава республики М. Д. А. Багиров. Не выдержав гонений, учёный покончил с собой, вскрыв себе вены 15 августа 1950 года.

## Научная деятельность
Внёс значимый вклад в развитие исторической и философской науки. Он руководил созданием азербайджанской школы перевода. Он был одним из составителей и редакторов русско-азербайджанского и азербайджанско-русского словарей. Г. Гусейнов — автор исследований о Бахманяре, Низами Гянджеви, Физули, А. Бакиханове, Мирзе Кязым беке, М. Ф. Ахундове, Г. Зардаби и др.

## Награды и премии
- орден Трудового Красного Знамени (10 июня 1945)
- Сталинская премия второй степени (1948) — за участие в создании «Полного русско-азербайджанского словаря» (1940—1946)
- Сталинская премия третьей степени (1950) — за книгу «Из истории общественной и философской мысли в Азербайджане XIX века»

## Галерея

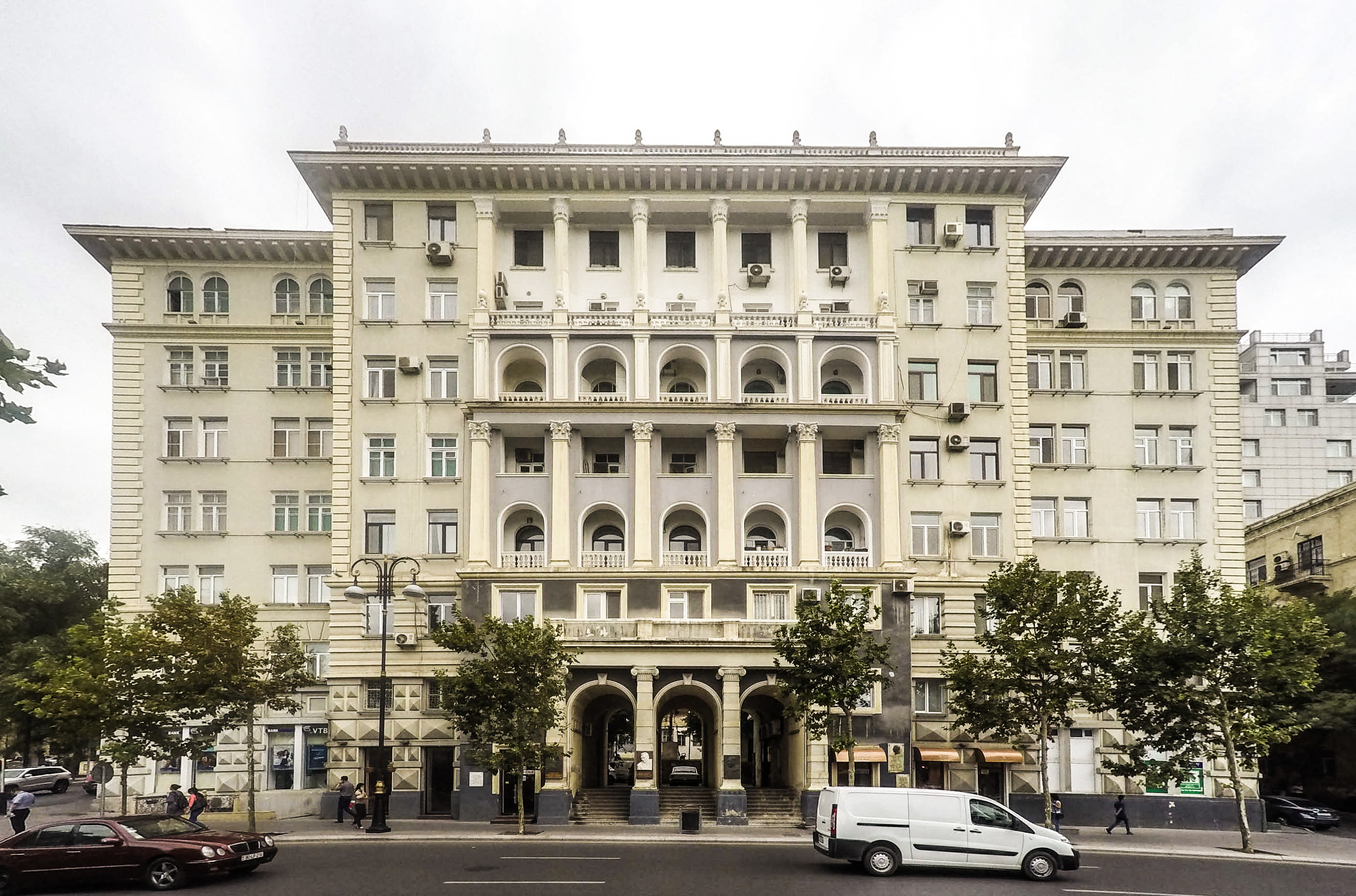
Дом «Монолит» в Баку, в котором жил Гусейнов
Мемориальная доска на стене дома в Баку, в котором жил Гейдар Гусейнов
Могила Г. Гусейнова в Аллее почётного захоронения, Баку